# Население Донецкой области

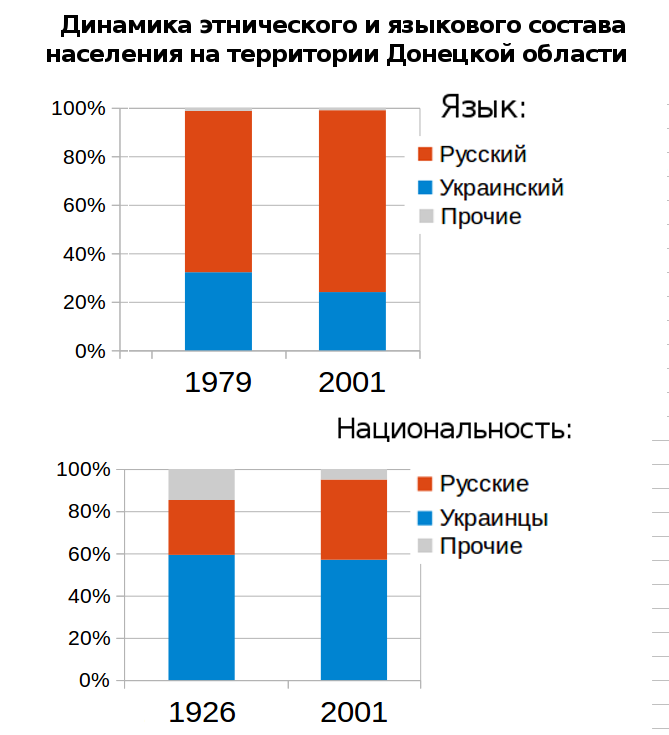
Динамика этнического и языкового состава населения на территории нынешней Донецкой области

Население Донецкой области

## Национальный состав

### 1926
Таблица 2. Население округов, вошедших в Донецкую область по состоянию на 1926 год (Перепись населения СССР 1926 года)
| N | округ               | население | городское | мужчины | украинцы | русские |
| - | ------------------- | --------- | --------- | ------- | -------- | ------- |
| 1 | Артёмовский округ   | 766668    | 318231    | 386020  | 555808   | 152624  |
| 2 | Мариупольский округ | 415540    | 90328     | 198463  | 227443   | 76753   |
| 3 | Сталинский округ    | 654941    | 291623    | 158648  | 348518   | 223825  |
| 4 | Луганский округ     | 614643    | 241527    | 311087  | 317474   | 262702  |
| 5 | Старобельский округ | 480378    | 18422     | 233917  | 428759   | 48820   |
|   | по 3 первым         | 1837149   | 700092    | 743131  | 1131769  | 453202  |
|   | Всего               | 2932170   | 960041    | 1288135 | 1878002  | 764724  |

Таблица 3. Этнический состав округов, вошедших в Донецкую область по состоянию на 1926 год
| N  | народ          | 3 донецких | уд. вес (%) | по 5 округам | уд. вес (%) |
| -- | -------------- | ---------- | ----------- | ------------ | ----------- |
| 1  | украинцы       | 1131769    | 61,61       | 1878002      | 64,05       |
| 2  | русские        | 453202     | 24,67       | 764724       | 26,08       |
| 3  | греки          | 98277      | 5,35        | 98573        | 3,36        |
| 4  | немцы          | 56094      | 3,05        | 65010        | 2,22        |
| 5  | евреи          | 44014      | 2,40        | 54439        | 1,86        |
| 6  | белорусы       | 12054      | 0,66        | 15177        | 0,52        |
| 7  | татары         | 9369       | 0,51        | 14664        | 0,50        |
| 8  | поляки         | 8166       | 0,44        | 10147        | 0,35        |
| 9  | молдаване      | 7515       | 0,41        | 8883         | 0,30        |
| 10 | армяне         | 2094       | 0,11        | 2935         | 0,10        |
| 11 | болгары        | 1943       | 0,11        | 2091         | 0,07        |
| 12 | цыгане         | 1199       | 0,07        | 1822         | 0,06        |
| 13 | латыши         | 915        | 0,05        | 1158         | 0,04        |
| 14 | литовцы        | 781        | 0,04        | 1038         | 0,04        |
| 15 | чуваши         | 265        | 0,01        | 579          | 0,02        |
| 16 | мордва         | 215        | 0,01        | 546          | 0,02        |
| 17 | румыны         | 444        | 0,02        | 498          | 0,02        |
| 18 | чехи и словаки | 382        | 0,02        | 492          | 0,02        |
| 19 | китайцы        | 310        | 0,02        | 428          | 0,02        |
| 20 | эстонцы        | 201        | 0,01        | 283          | 0,01        |
|    | Всего          | 1837149    | 100,00      | 2932170      | 100,00      |

3 Донецких округа, представленных в таблице: Артёмовский, Мариупольский и Сталинский.

### 1989
По данным переписи населения 1989 года, в Донецкой области доля украинцев составляла 50,7 %, а русских — 43,6 %.
Таблица 1. Национальный состав населения Донецкой области (Результаты переписи 1989)
| N  | Национальность | Количество | Уд. вес (%) |
| -- | -------------- | ---------- | ----------- |
| 1  | Украинцы       | 2693432    | 50,71       |
| 2  | Русские        | 2316091    | 43,60       |
| 3  | Греки          | 83691      | 1,58        |
| 4  | Белорусы       | 76935      | 1,45        |
| 5  | Евреи          | 28135      | 0,53        |
| 6  | Татары         | 25495      | 0,48        |
| 7  | Молдаване      | 13332      | 0,25        |
| 8  | Армяне         | 10147      | 0,19        |
| 9  | Болгары        | 7217       | 0,14        |
| 10 | Поляки         | 6897       | 0,13        |
| 11 | Немцы          | 6333       | 0,12        |
| 12 | Цыгане         | 4806       | 0,09        |
| 13 | Азербайджанцы  | 4316       | 0,08        |
| 14 | Грузины        | 3779       | 0,07        |
| 15 | Узбеки         | 3138       | 0,06        |
| 16 | Мордва         | 3004       | 0,06        |
| 17 | Чуваши         | 2636       | 0,05        |
| 18 | Литовцы        | 2217       | 0,04        |
| 19 | Удмурты        | 1268       | 0,02        |
| 20 | Казахи         | 1189       | 0,02        |
| 21 | Башкиры        | 1118       | 0,02        |
| 22 | Марийцы        | 1097       | 0,02        |
| 23 | Лезгины        | 1078       | 0,02        |
| 24 | Корейцы        | 1072       | 0,02        |
| 25 | Осетины        | 1002       | 0,02        |
|    | Другие         | 12356      | 0,23        |
|    | Всего          | 5311781    | 100,00      |

### 2001
По данным переписи населения 2001 года, в Донецкой области доля украинцев составляет 56,9 %, а русских — 38,2 %. Русский язык считают родным 74,9 % населения.
Таблица 1. Национальный состав населения Донецкой области (Результаты переписи 2001)
| N  | Национальность | Количество | Уд. вес (%) |
| -- | -------------- | ---------- | ----------- |
| 1  | Украинцы       | 2744149    | 56,87       |
| 2  | Русские        | 1844399    | 38,22       |
| 3  | Греки          | 77516      | 2,01        |
| 4  | Белорусы       | 44525      | 0,92        |
| 5  | Татары         | 19161      | 0,40        |
| 6  | Армяне         | 15734      | 0,33        |
| 7  | Евреи          | 8825       | 0,18        |
| 8  | Азербайджанцы  | 8075       | 0,17        |
| 9  | Грузины        | 7197       | 0,15        |
| 10 | Молдаване      | 7171       | 0,15        |
| 11 | Болгары        | 4833       | 0,10        |
| 12 | Немцы          | 4620       | 0,10        |
| 13 | Поляки         | 4343       | 0,09        |
| 14 | Цыгане         | 4106       | 0,09        |
| 15 | Турки          | 1791       | 0,04        |
| 16 | Литовцы        | 1359       | 0,03        |
| 17 | Мордва         | 1322       | 0,03        |
| 18 | Чуваши         | 1293       | 0,03        |
| 19 | Узбеки         | 1244       | 0,03        |
| 20 | Лезгины        | 1129       | 0,02        |
|    | Другие         | 20771      | 0,47        |
|    | Всего          | 4825563    | 100,00      |

### Национальный состав населения городов и районов
В большинстве городов областного подчинения (кроме трёх) и во всех районах области крупнейшей этнической группой являются украинцы.
3 города Донецкой области с преобладанием этнического русского населения, по состоянию на 2002 год:
- Донецк (48,2 % русских и 46,7 % украинцев),
- Енакиево (51,4 % русских и 45,3 % украинцев),
- Макеевка (50,8 % русских и 45,0 % украинцев)

Города Донецкой области с наибольшим удельным весом украинцев:
- Лиман (84,4 %),
- Покровск (75,0 %),
- Славянск (73,1 %),
- Доброполье (71,3 %),
- Краматорск (70,2 %),
- Бахмут (69,4 %)

Районы Донецкой области с наибольшим удельным весом украинцев:
- Александровский район (91,9 %),
- Добропольский район (89,4 %),
- Славянский район (87,1 %),
- Покровский район (86,8 %),
- Лиманский район (83,3 %)

Украинцы и русские — 2 крупнейших этноса городов и районов Донецкой области. 3-е место в этнической структуре населения городов обычно занимают белорусы, кроме следующих населённых пунктов и районов:
- татары (Мирноград, Макеевка),
- греки (Докучаевск, Мариуполь, районы: Волновахский, Володарский, Марьинский, Новоазовский, Першотравневый, Старобешевский, Тельмановский),
- армяне (Дружковка, Константиновка),
- турки (Славянск и Славянский район).

В Великоновосёловском районе на второе место по численности, обогнав русских, вышли греки.
Согласно данным переписи населения 2001 года, на территории современных районов и городов, контролируемых на 2015 год Донецкой Народной Республикой, национальный состав следующий:
- украинцы — 50,0 %
- русские — 45,2 %
- белорусы — 1,1 %
- греки — 1,1 %

На территориях, подконтрольных на 2015 год Украине, национальный состав следующий:
- украинцы — 65,4 %
- русские — 29,6 %
- греки — 2,5 %
- белорусы — 0,7 %

### Еврейская община

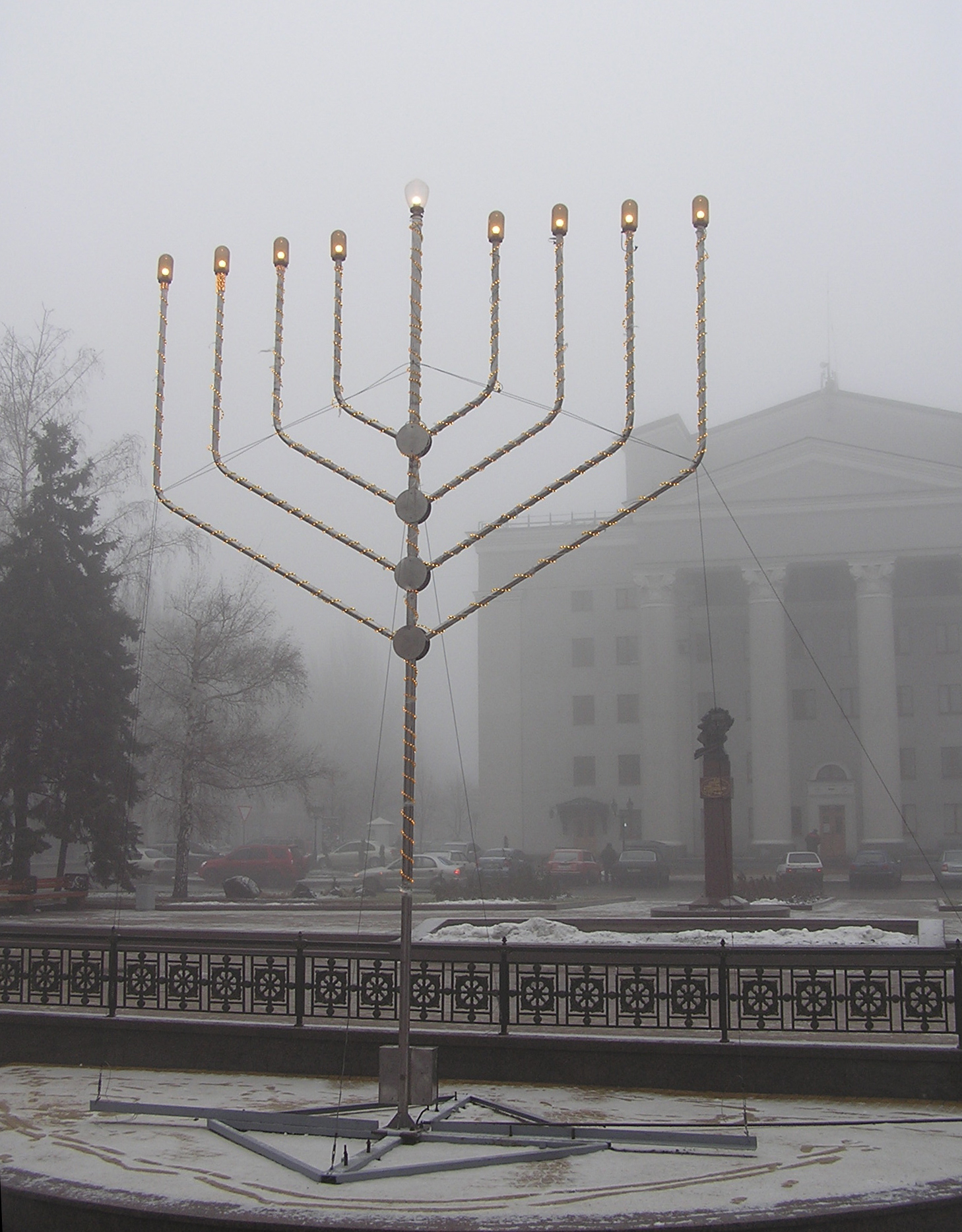
Ханука в Донецке

По данным переписи населения Екатеринославской губернии, в 1897 году евреи составляли почти 5 % населения Юзовки. В 1903 году евреям было разрешено массово селиться в Юзовке и в 1910 году они уже составляли четверть всего населения поселка. Большинство евреев занималось ремеслами и торговлей.
Информация о евреях Донецкой области собрана в книге «Штетл Бахмут — феномен еврейского народа на Донбассе» С. Татаринова и С. Федотова.
В Бахмуте родились шахматист Борис Верлинский (1888), писатель Илья Маршак (1895) и драматург Сэмюэл Спевак (1899), в селе под Горловкой — певец Марк Рейзен (1895), в Константиновке — скульптор Виталий Гинзбург (1938), в Донецке — израильский политик Натан Щаранский (1948).

## Языковой состав

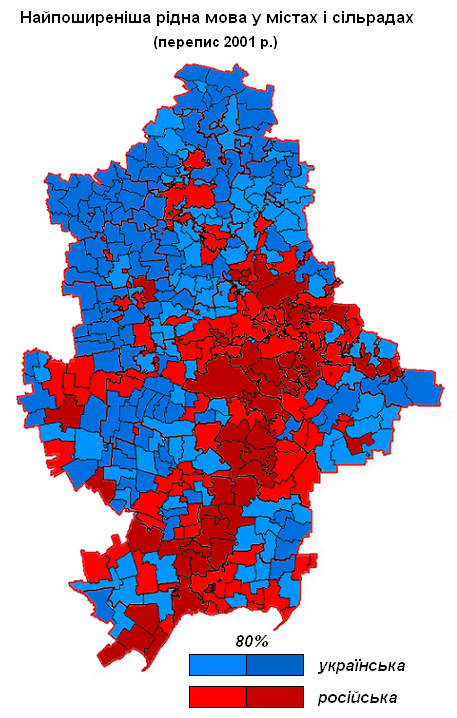
Преобладающий родной язык в муниципалитетах Донецкой области по переписи 2001 года

Всесоюзная перепись населения 1926 года показала различие между долей этнических украинцев и украиноязычных в тогдашних административных единицах, занимавших бо́льшую часть территорий современной Донецкой области:
- Артёмовский округ (766 668 человек):
  - украинцы — 72,5 %, русские — 19,9 %
  - украинский язык — 60,1 %, русский язык — 34,0 %
- Сталинский округ (654 062 человек):
  - украинцы — 53,3 %, русские — 34,2 %
  - украинский язык — 43,7 %, русский язык — 46,3 %
- Мариупольский округ (415 540 человек):
  - украинцы — 54,7 %, русские — 18,5 %
  - украинский язык — 43,8 %, русский язык — 34,4 %

Вследствие проводимой во времена СССР русификации Украины доля украиноязычных в населении Донецкой области резко уменьшалась, а доля русскоязычных — возрастала. Родной язык населения Донецкой области по результатам переписей населения советских времён, %
|            | 1959 | 1970 | 1979 | 1989 |
| ---------- | ---- | ---- | ---- | ---- |
| Украинский | 44,4 | 37,9 | 32,2 | 30,6 |
| Русский    | 54,1 | 60,6 | 66,5 | 67,7 |
| Другие     | 1,5  | 1,5  | 1,3  | 1,7  |

По данным переписи 2001 года, 74,9 % населения области назвали родным русский язык. По сравнению с предыдущей переписью населения 1989 года этот показатель возрос на 7,2 процентных пункта, несмотря на сокращение доли лиц, считающих себя этническими русскими. В свою очередь, украинский язык посчитали родным 24,1 % жителей области, что было на 6,5 процентных пункта меньше, чем по данным предыдущей переписи населения. Удельный вес других языков, указанных как родные, за период между переписями уменьшился с 1,7 % до 1,0 %.
Украинский язык является единственным официальным языком на всей территории Донецкой области. После принятия Закона Украины «Об основах государственной языковой политики» в 2012 году русский язык получил в области статус регионального. 28 февраля 2018 года принятый в 2012 году закон «Об основах государственной языковой политики» признан неконституционным и утратил силу.
По данным исследований, проведённых социологической службой Центра Разумкова в 2006—2007 годах, 9,9 % респондентов из Донецкой области считали своим родным языком только украинский, 65,4 % — только русский, одновременно украинский и русский языки — 23,3 %. 1,7 % опрошенных считали, что украинский язык должен быть единственным официальным на всей территории Украины, в то время как 70,5 % придерживались мнения, что русскому должен быть предоставлен статус второго государственного языка. В результатах исследований не упоминается доля респондентов из Донецкой области, считавших, что украинский язык должен быть единственным государственным, а русский — вторым официальным в некоторых регионах страны.
По данным исследования Киевского международного института социологии, проведённого 8—16 апреля 2014 года, 33,4 % респондентов из Донецкой области не согласились с утверждением о том, что «Россия справедливо защищает интересы русскоязычных граждан на юго-востоке», 47,0 % — согласились. С утверждением о том, что «в Украине ущемляются права русскоязычного населения», не согласились 57,2 % опрошенных, согласились — 39,9 %. С утверждением о том, что в Донецкой области ущемляются права украиноязычного населения, не согласились 93,1 % респондентов, 5,4 % — согласились.
С 2014 года, в ходе российско-украинской войны, находящаяся под российской оккупацией часть Донецкой области подвергается русификации.
По данным исследования, проведённого социологической службой Центра Разумкова с 11 по 23 декабря 2015 года, 14 % респондентов из свободной от российской оккупации части Донецкой области считали своим родным языком только украинский, 45 % — только русский, одновременно украинский и русский языки — 33 %. 16 % опрошенных считали, что украинский язык должен быть единственным официальным на всей территории Украины. 42 % считали, что украинский язык должен быть единственным государственным, а русский — вторым официальным в некоторых регионах страны. 36 % придерживались мнения, что русскому должен быть предоставлен статус второго государственного языка. 54 % респондентов из свободной от российской оккупации части Донецкой области согласились с утверждением, что каждый гражданин Украины, независимо от его этнического происхождения, должен владеть украинским языком в объёме, достаточном для повседневного общения, знать основы украинской истории и культуры, 36 % — не согласились.
По данным опроса, проведённого Социологической группой «Рейтинг» с 16 ноября по 10 декабря 2018 года в рамках проекта «Портрети Регіонів», 31 % жителей свободной на тот момент от российской оккупации части Донецкой области считали, что украинский язык должен быть единственным государственным языком на всей территории Украины. 30 % считали, что украинский язык должен быть единственным государственным языком, а русский — вторым официальным в некоторых регионах страны. 37 % считали, что русский должен стать вторым государственным языком страны. 2 % затруднились с ответом.
Россия проводит политику насильственной русификации на оккупированных ею территориях области — в школах преподают только на русском языке даже в полностью украиноязычных населённых пунктах. Украинские учебники оказались под запретом, а желающие учиться на украинском вынуждены делать это втайне от оккупационных властей.
16 февраля 2023 года решением Донецкой областной государственной администрации в Донецкой области утверждена «Программа содействия функционированию украинского языка как государственного во всех сферах общественной жизни на территории Донецкой области на 2023—2026 годы», главной целью которой является усиление позиций украинского языка в регионе.
По данным исследования Центра контент-анализа, проведённого в период с 15 августа по 15 сентября 2024 года, темой которого стало соотношение украинского и русского языков в украинском сегменте социальных сетей, в Донецкой области (в том числе и на оккупированной Россией её части) на украинском языке писалось 8,5 % сообщений (в 2023 году — 6,4 %, в 2022 году — 5,1 %, в 2020 году — 2,8 %), на русском — 91,5 % (в 2023 году — 93,6 %, в 2022 году — 94,9 %, в 2020 году — 97,2 %).

## Городское население
Городское население ( год) — 90,3 %.

## Занятость
Экономически активное население — 1 724 070 (2001), в том числе 23,9 % — в обрабатывающей промышленности, 13,9 % — в добывающей, 11,6 % — в торговле и ремонте, 7,9 % — в транспорте, 7,5 % — в образовании, 7,3 % — в здравоохранении, 6,7 % — в сельском и лесном хозяйстве.

## Образование
Образование экономически занятого населения: 20,4 % — полное высшее образование, 0,7 % — базовое высшее, 30,2 % — неполное высшее, 40,6 % — полное общее образование, 7,2 % — базовое общее, 0,8 % — начальное общее, 0,1 % — без начального образования.

## Религиозный состав
Основная часть верующих является христианами-протестантами. В области действуют пятидесятники, баптисты, адвентисты седьмого дня, харизматы. Есть общины Свидетелей Иеговы.
Среди православных есть прихожане как Украинской православной церкви (Московского патриархата) так и Донецкой епархии Православной церкви Украины.
В Донецкой области действует Донецкий экзархат Украинской грекокатолической церкви.
Свою деятельность ведут общины мусульман Донетчины.

## Изменение количества населения области
Население на 1 января каждого года:
- 1863 — 200 тыс.
- 1897 — 586,5 тыс. (перепись)
- 1915 — 1 000 тыс.
- 1933 — 4 074,5 тыс. (с современной с Луганской областью)[28]
- 1935 — 4 104,7 тыс. (с современной с Луганской областью)[28]
- 1939 — 3 099,81 тыс.[29]
- 1939 — 3 103,2 тыс. (перепись)
- 1941 — 3 388,5 тыс.[30]
- 1944 — 1 699,325 тыс.[28]
- 1944 — 1 803,9 тыс.[31]
- 1947 — 1 947,326 тыс. (кол-во хлебных карточек)[32]
- 1956 — 3 931 тыс. (1 апреля)[33]
- 1959 — 4 262,048 тыс. (перепись)
- 1971 — 4 934 тыс.
- 1976 — 5 141 тыс.
- 1977 — 5 176 тыс.
- 1979 — 5 170 тыс. (перепись)
- 1981 — 5 217 тыс.[34]
- 1984 — 5 282 тыс.
- 1987 — 5 368 тыс.
- 1989 — 5 332,4 тыс. (перепись)
- 1990 — 5 339,2 тыс.
- 1991 — 5 346,7 тыс.
- 1992 — 5 352,6 тыс.
- 1993 — 5 365,8 тыс.
- 1994 — 5 331,5 тыс.
- 1995 — 5 266,9 тыс.
- 1996 — 5 200,9 тыс.
- 1997 — 5 129,4 тыс.
- 1998 — 5 068,9 тыс.
- 1999 — 5 013,1 тыс.
- 2000 — 4 953,4 тыс.
- 2001 — 4 893,6 тыс.
- 2001 (5 декабря) — 4 841,1 тыс. (перепись)
- 2003 — 4 774 372
- 2004 — 4 720 914
- 2005 — 4 671 903
- 2006 — 4 622 924
- 2007 — 4 580 557
- 2008 — 4 538 918
- 2009 — 4 500 477
- 2010 — 4 466 740
- 2011 — 4 433 011
- 2012 — 4 403 178
- 2013 — 4 375 442
- 2014 — 4 343 882[35]
- 2015 — 4 297 250[36]

## Населённые пункты
Крупнейшие города области (городское население горсовета, на 1 сентября 2014 года):
- Донецк — 958 252 (с городом Моспино, пгт Ларино, пгт Горбачёво-Михайловка)
- Мариуполь — 477 529 (с пгт Сартана, Старый Крым, Талаковка)
- Макеевка — 387 040 (с пгт Великое Орехово, Вугляр, Высокое, Гусельское, Грузско-Зорянское, Грузско-Ломовка, Землянки, Колосниково, Красный Октябрь, Криничная, Лесное, Маяк, Межевое, Нижняя Крынка, Пролетарское, Свердлово, Ясиновка)
- Горловка — 271 029 (с пгт Гольмовский, Зайцево, Пантелеймоновка)
- Краматорск — 194 157 (с пгт Александровка, Беленькое, Камышеваха, Красноторка, Малотарановка, Софиевка, Шабельковка, Ясная Поляна, Ясногорка)
- Славянск — 135 698 (с городами Николаевка и Святогорск)
- Енакиево — 123 605 (с городами Углегорск, Юнокоммунаровск и пгт Александровское, Булавинское, Дружное, Карло-Марксово, Корсунь, Оленовка, Ольховатка, Прибрежное)
- Бахмут — 102 985 (с городами Соледар, Часов Яр и пгт Красная Гора)
- Харцызск — 101 884 (с городами Зугрэс, Иловайск, пгт Войково, Горное, Зуевка, Николаевка, Покровка, Троицко-Харцызск, Шахтное, Широкое)
- Торез — 79 442 (с пгт Пелагеевка, Рассыпное)
- Покровск — 76 826 (с городом Родинское, пгт Шевченко)
- Константиновка — 75 498
- Торецк — 69 104 (с городом Железное, пгт Кирово, Курдюмовка, Ленинское, Нелеповка, Новгородское, Петровка, Щербиновка)
- Снежное — 68 823 (с пгт Андреевка, Бражино, Горняцкое, Залесное, Лиманчук, Никифорово, Первомайский, Первомайское, Победа, Северное)
- Дружковка — 68 495 (с пгт Алексеево-Дружковка, Новогригоровка, Новониколаевка, Райское)
- Доброполье — 62 638 (с городами Белицкое, Белозёрское, пгт Водянское, Новодонецкое)
- Шахтёрск — 58 167 (с пгт Контарное, Московское, Сердитое, Стожковское)
- Селидово — 53 464 (с городами Горняк, Украинск, пгт Вишнёвое, Камышевка, Кураховка, Острое, Цукурино)
- Мирноград — 49 458
- Дебальцево — 45 506 (с городом Светлодарск, пгт Мироновский)
- Ясиноватая — 35 565
- Авдеевка — 34 926
- Кировское — 28 090
- Докучаевск — 23 574
- Лиман — 22 365
- Угледар — 15 227
- Новогродовка — 15 182
- Ждановка — 13 052 (с пгт Ольховка)

Таблица 4. Населенные пункты с количеством жителей свыше 10 тысяч по состоянию на 1 января 2015 года (Выделены цветом населённые пункты, которые фактически не находятся под контролем Украины)
Таблица 5. Динамика численности населения крупнейших городов Донецкой области
| Год  | Донецк  | Мариуполь | Макеевка | Горловка | Краматорск | Славянск | Енакиево | Константиновка | Бахмут      | Покровск | Торез |
| ---- | ------- | --------- | -------- | -------- | ---------- | -------- | -------- | -------------- | ----------- | -------- | ----- |
| 1897 | 28,1    | 31,8      | 7,2      | 7,2      | 12,0       | 15,8     | 2,7      | 3,1            | 19,4        | 2,6      | 2,6   |
| 1926 | 105,9   | 41,3      | 51,4     | 23,0     | 12,3       | 28,8     | 24,3     | 24,4           | 37,4 (28,3) | 11,4     | 44,7  |
| 1939 | 466,3   | 221,5     | 241,9    | 181,4    | 94,1       | 77,8     | 88,6     | 95,8           | 55,4        | 29,6     | 49,5  |
| 1959 | 699,2   | 283,6     | 357,6    | 292,6    | 115,4      | 82,8     | 92,3     | 88,7           | 60,6        | 48,0     | 91,5  |
| 1970 | 878,6   | 416,9     | 392,3    | 335,1    | 149,8      | 124,2    | 92,1     | 105,4          | 82,3        | 55,0     | 92,9  |
| 1975 | 966,8   | 467,1     | 436,8    | 341,6    | 167,2      | 136,6    | 114,0    | 110,5          | 90,6        | 58,7     | 95,8  |
| 1979 | 1 020,8 | 502,6     | 436,0    | 336,5    | 178,2      | 140,3    | 114,2    | 112,0          | 87,1        | 59,9     | 87,2  |
| 1984 | 1 064,0 | 520,0     | 448,0    | 341,0    | 189,0      | 142,0    | 117,0    | 114,0          |             |          |       |
| 1987 | 1 090,0 | 529,0     | 455,0    | 345,0    | 198,0      | 144,0    | 117,0    | 115,0          | 91,0        | 70,0     | 88,0  |
| 1989 | 1 109,1 | 518,9     | 430,2    | 338,1    | 198,1      | 135,3    | 120,3    | 107,6          | 90,3        | 72,9     | 88,0  |
| 1992 | 1 121,4 | 522,9     | 425,6    | 336,1    | 202,6      | 137,6    | 119,9    | 106,6          | 91,0        | 73,8     | 88,1  |
| 1994 | 1 113,5 | 520,7     | 421,5    | 332,1    | 202,7      | 136,7    | 118,0    | 105,4          | 92,2        | 74,5     | 87,2  |
| 1998 | 1 065,4 | 499,8     | 394,8    | 309,3    | 197,0      | 129,6    | 108,7    | 98,3           | 86,8        | 70,6     | 80,1  |
| 2000 | 1 049,0 | 490,0     | 384,0    | 299,0    | 186,0      | 127,0    | 105,0    | 98,0           |             |          |       |
| 2001 | 1 016,2 | 492,2     | 389,6    | 292,2    | 181,0      | 124,8    | 104,0    | 95,1           | 82,9        | 69,2     | 72,3  |
| 2006 | 993,5   | 480,0     | 372,8    | 275,5    | 173,3      | 121,4    | 94,4     | 86,8           | 80,2        | 66,9     | 64,8  |
| 2012 | 955,0   | 464,5     | 356,1    | 258,9    | 165,5      | 118,0    | 84,2     | 78,1           | 78,0        | 65,3     | 58,7  |